# Врождённая мальабсорбция фолатов
Врожденная мальабсорбция фолатов — редкое аутосомно-рецессивное наследственное заболевание, при котором нарушается работа протон-сопряженного транспортера фолатов (PCFT), в результате чего нарушается усвоение фолатов в кишечнике и перенос фолатов в центральную нервную систему. 
Первичные симптомы отмечаются через несколько месяцев после рождения и включают в себя отсутствие прибавки веса и тяжелую недостаточность фолатов, которая приводит к макроцитарной анемии и отставанию ребенка в развитии. Может отмечаться иммунная недостаточность и развитие рецидивирующих инфекций, в особенности пневмоцистной пневмонии, ребенок может страдать диареей, у него могут наблюдаться язвы в полости рта. В отсутствие адекватной терапии происходит усугубление неврологических симптомов, развиваются эпилептические приступы, зачастую не поддающиеся купированию. 
Для диагностики врожденной мальабсорбции фолатов применяют пункцию спинномозговой жидкости - даже после коррекции системной недостаточности фолатов у пациента обнаруживается недостаток фолатов в ликворе. Врожденную мальабсорбцию фолатов следует отличать от церебральной фолатной недостаточности, вызванной мутациями гена фолатного рецептора альфа - мутации данного рецептора вызывают недостаточность фолатов лишь в ЦНС, не затрагивая уровни фолатов в крови. 
Для лечения врожденной мальабсорбции фолатов применяют восстановленные формы фолата - фолиниевую кислоту и 5-метилтетрагидрофолат. Назначение собственно фолиевой кислоты не рекомендуется ввиду того, что она образует крепкую связь с фолатными рецепторами и может тем самым затруднить перенос фолатов в ЦНС через сосудистое сплетение.
По состоянию на 2014 год было известно 32 семьи, членам которых был поставлен клинический диагноз врожденной мальабсорбции фолатов. 